# Hollardops
Hollardops ist eine Gattung von Trilobiten aus der Ordnung Phacopida, die im Eifelium (unteres Mitteldevon) lebte. Ihre Fossilien werden im heutigen Marokko gefunden. Als Typusart wurde Asteropyge mesocristata Le Maître, 1952 (nun Hollardops mesocristata) festgelegt.
Die Trilobiten dieser Gattung waren sich schnell bewegende Karnivoren, die in flachen Gewässern über dem Sediment des Meeresbodens lebten (flache Epifauna/Subtidal).

## Beschreibung
Die Trilobiten der Gattung Hollardops haben eine Länge von etwa 3 bis 9 cm.
Cephalon
- Die Tiere haben schizochroale Facettenaugen, es gibt 6–11 Linsen pro dorsoventralem Linsenfeld der Sehfläche.
- Die Frontallappen sind gerundet; ihre Glabella (Stirnlappen) ist auf der Oberfläche des Cephalons leicht erhöht.
- Die Genalstacheln[2] gehen vom Cephalon aus und sind so lang wie die Glabella,[3] sie reichen ungefähr bis zum 6. Brustsegment (Thoraxsegment).

Thorax
- Der Thorax hat 10 (nach anderen Autoren 11) Segmente.[3]

Pygidium
- Das Pygidium (Schwanzschild) hat 10 bis 16 axiale Pygidialringe bei fünf Pleuralsegmenten (Pleuren). Die Pleuralbänder sind abgerundet, es gibt sehr breite Pleuralfurchen.
- Es gibt fünf Paare von Pygidialstacheln, die aus den hinteren und vorderen Pleuralbändern entspringen. Der endständige (terminale) Stachel (Medialstachel) ist kürzer als die benachbarten Pygidialstacheln, aber breiter als der mittlere (axiale) Lappen im Bereich des Pygidiums.[3]

## Systematik
Gattung Hollardops Morzadec, 1997 (Synonyme: Modellops Lieberman & Kloc 1997, Philipsmithiana Lieberman & Kloc 1997)
- Spezies H. aithassainorum Chatterton et al., 2006 aus dem Eifelium in Marokko
- Spezies H. burtandmimiae Lieberman & Kloc, 1997 aus dem oberen Emsium und Eifelium in Marokko
- Spezies H. boudibensis Morzadec, 2001 aus dem oberen Emsium in Marokko
- Spezies H. lemaitreae Morzadec, 1997 aus dem oberen Emsium in Algerien
- Spezies H. mesocristata (Synonym: Metacanthina mesocristata Le Maître, 1952,[1] Typus)[4] aus dem oberen Emsium in Marokko
- Spezies H. struvei Morzadec, 1969 aus dem oberen Emsium in Frankreich

Vorkommen und Alter nach Morocco Trilobites (moroccotrilobites.com).

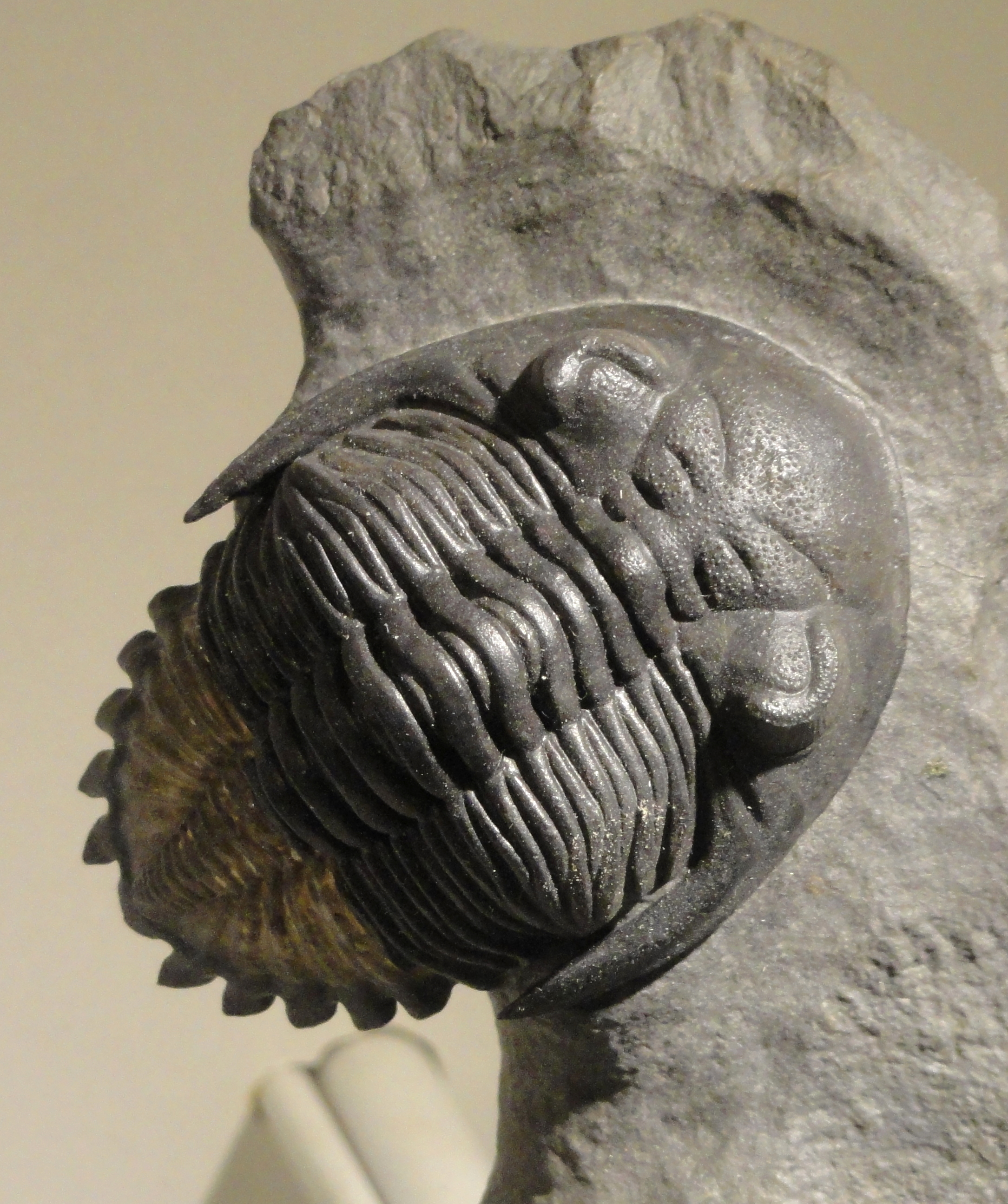
Hollardops mesocristata,
Houston Museum of Natural Science – DSC01611
wie DSC0160 Tazoulaït[e] Formation um
Jbel (Djebel) Oufatène
und Issimour
im SO von Alnif, westlich des Oued Alnif,
Ma'ider Region, Marokko

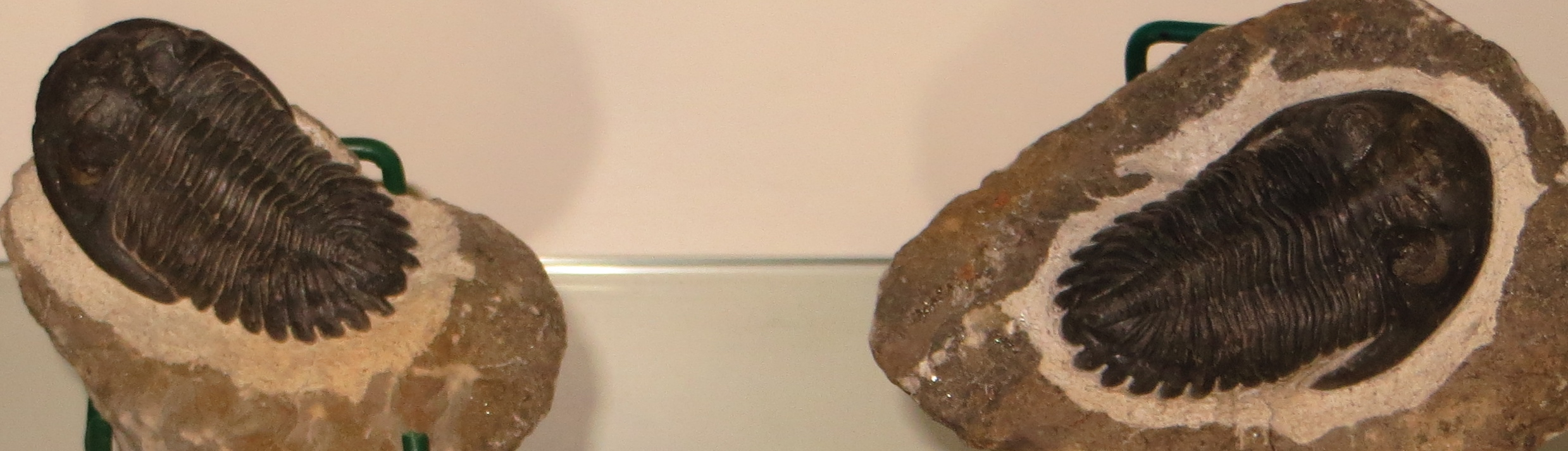
Hollardops mesocristata, Museo Scienze Naturali di Faenza, Italien